# كوانتا

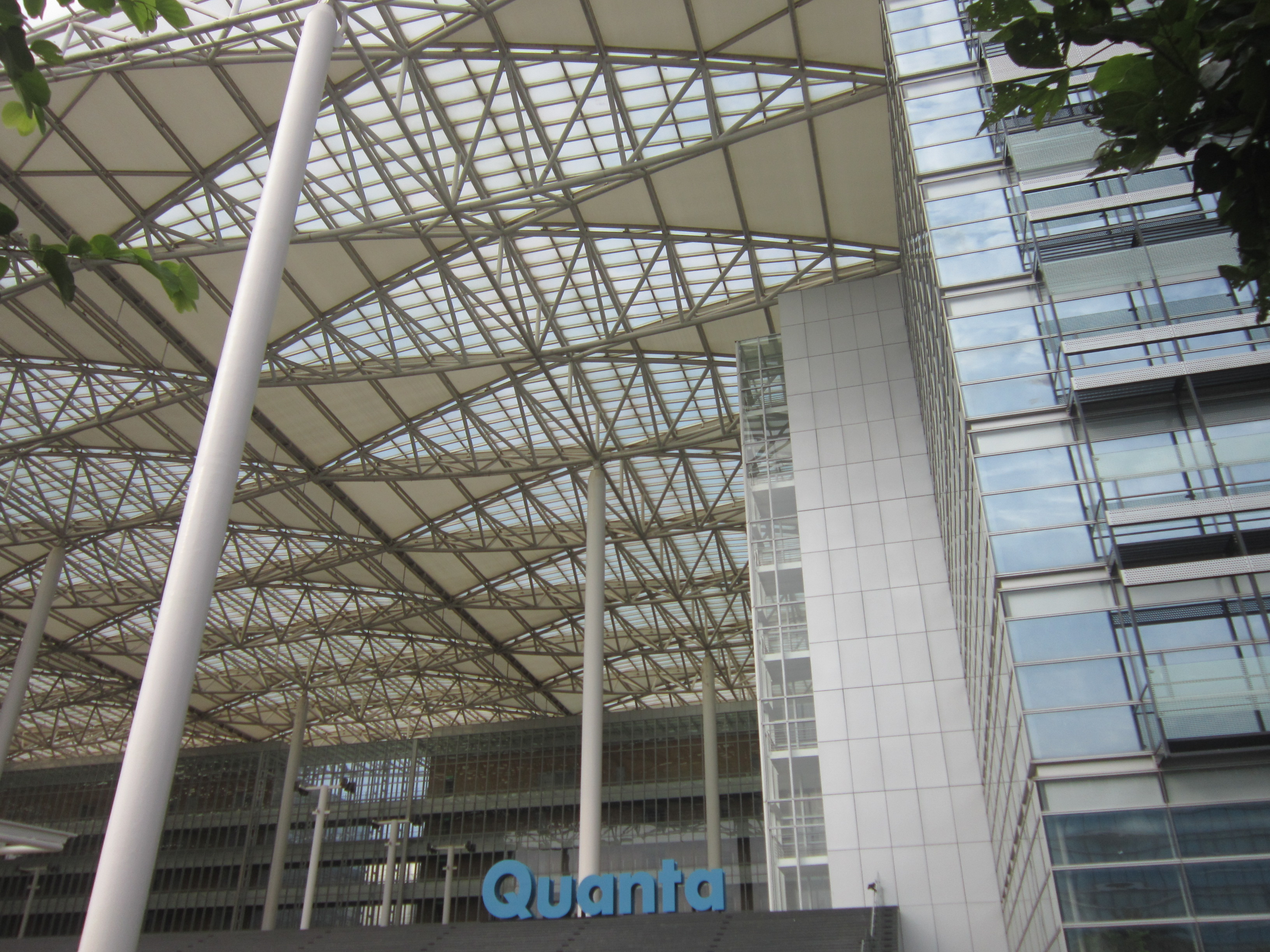
بوابة مبنى كوانتا للكمبيوتر في حديقة هوا يا التكنولوجية

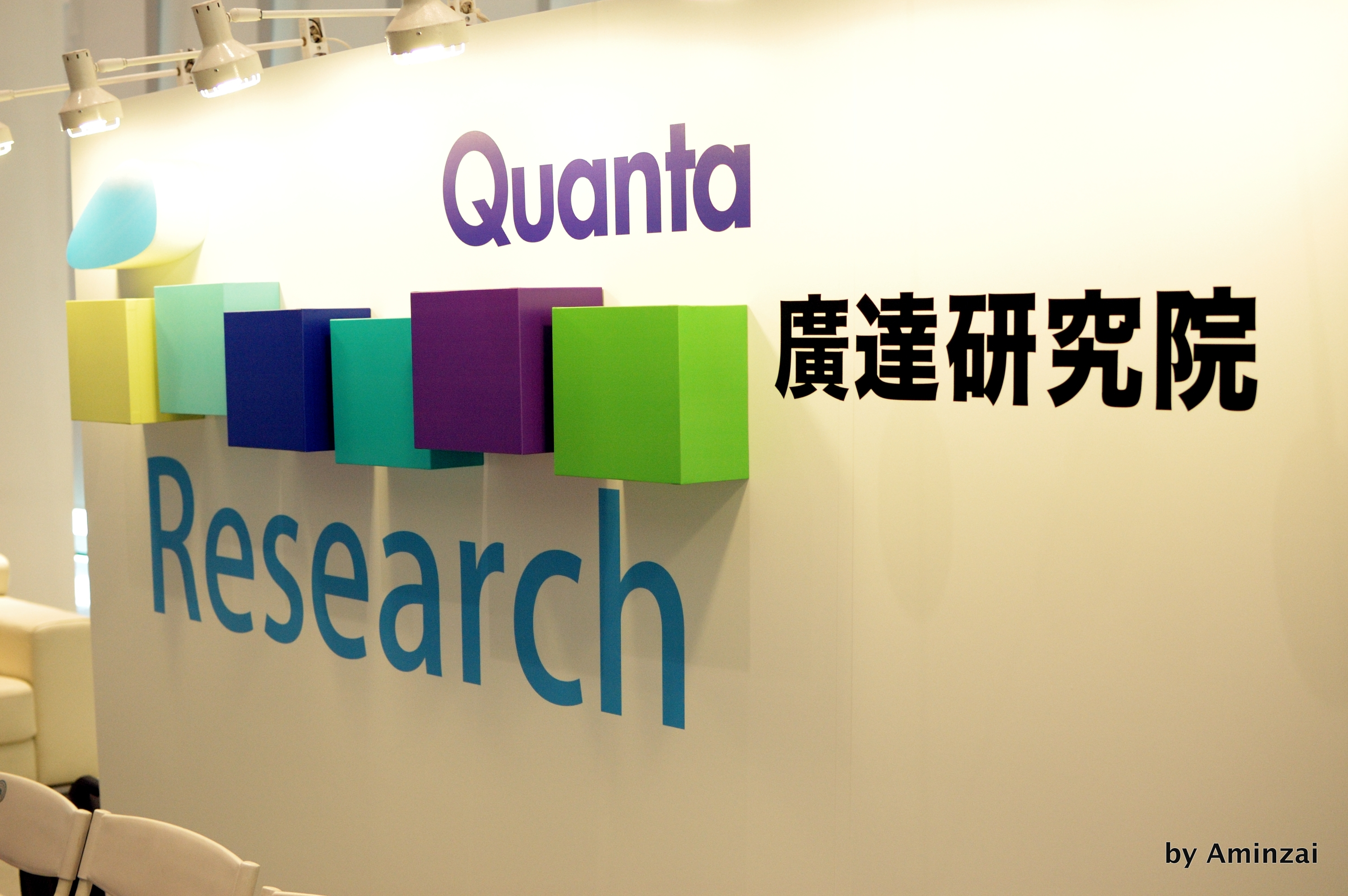
عنوان بحث كوانتا في كوزكب

كوانتا كمبيوتر إنكوربوريتد (TWSE) هي شركة مصنعة مقرها تايوان لأجهزة الكمبيوتر المحمولة والأجهزة الإلكترونية الأخرى. ومن بين عملائها شركة أبل، ديل، شركة هيوليت باكارد،  شركة أيسر، إليانوير، أمازون.كوم، سيسكو، فوجيتسو، جيريكوم، لينوفو، إل جي، ماكس داتا، مايكروسوفت، إم بي سي، بلاك بيري المحدودة، شركة شارب، سيمنز إيه جي، سوني، صن مايكروسيستمز، توشيبا، صمام، فيريزون وايرلس، وفيزيو.
قامت كوانتا بتوسيع أعمالها لتشمل أنظمة شبكات المؤسسات، والترفيه المنزلي، والاتصالات المتنقلة، وإلكترونيات السيارات، والأسواق المنزلية الرقمية. تقوم الشركة أيضًا بتصميم وتصنيع وتسويق أنظمة نظام تحديد المواقع العالمي (GPS)، بما في ذلك نظام تحديد المواقع العالمي (GPS) المحمول ونظام تحديد المواقع العالمي داخل السيارة ونظام تحديد المواقع العالمي بتقنية البلوتوث ونظام تحديد المواقع العالمي مع تقنيات تحديد المواقع الأخرى.